# Red Octopus
| Recensione              | Giudizio |
| ----------------------- | -------- |
| AllMusic                |          |
| Robert Christgau        | B-       |
| Dizionario del Pop-Rock |          |
| 24.000 dischi           |          |

Red Octopus è il secondo album del gruppo musicale statunitense rock dei Jefferson Starship, pubblicato dalla Grunt Records nel luglio del 1975  .

## Tracce

### LP (1975, Grunt Records, BFL1-0999)
Lato A
1. Fast Buck Freddie – 3:28 (testo: Grace Slick – musica: Craig Chaquico)
2. Miracles – 6:52 (testo: Marty Balin – musica: Marty Balin)
3. Git Fiddler (strumentale) – 3:08 (musica: Papa John Creach, Kevin Moore, John Parker)
4. Ai Garimasũ (There Is Love) – 4:15 (testo: Grace Slick – musica: Grace Slick)
5. Sweeter Than Honey – 3:20 (testo: Marty Balin, Craig Chaquico – musica: Craig Chaquico, Pete Sears)

Durata totale: 21:03
Lato B
1. Play on Love – 3:44 (testo: Grace Slick – musica: Pete Sears)
2. Tumblin' – 3:27 (testo: Marty Balin, Robert Hunter – musica: David Freiberg)
3. I Want to See Another World – 4:34 (testo: Paul Kantner, Grace Slick, Marty Balin – musica: Paul Kantner)
4. Sandalphon (strumentale) – 4:08 (musica: Pete Sears)
5. There Will Be Love – 5:04 (testo: Paul Kantner, Marty Balin – musica: Paul Kantner, Craig Chaquico)

Durata totale: 20:57

### CD (2005, RCA Records/Legacy Records/Grunt Records, 82876 71223 2)
1. Fast Buck Freddie – 3:28 (testo: Grace Slick – musica: Craig Chaquico)
2. Miracles – 6:52 (testo: Marty Balin – musica: Marty Balin)
3. Git Fiddler (strumentale) – 3:08 (musica: Papa John Creach, Kevin Moore, John Parker)
4. Ai Garimasũ (There Is Love) – 4:15 (testo: Grace Slick – musica: Grace Slick)
5. Sweeter Than Honey – 3:20 (testo: Marty Balin, Craig Chaquico – musica: Craig Chaquico, Pete Sears)
6. Play on Love – 3:44 (testo: Grace Slick – musica: Pete Sears)
7. Tumblin' – 3:27 (testo: Marty Balin, Robert Hunter – musica: David Freiberg)
8. I Want to See Another World – 4:34 (testo: Paul Kantner, Grace Slick, Marty Balin – musica: Paul Kantner)
9. Sandalphon (strumentale) – 4:08 (musica: Pete Sears)
10. There Will Be Love – 5:04 (testo: Paul Kantner, Marty Balin – musica: Paul Kantner, Craig Chaquico)
11. Miracles (Single Version) – 3:30 (testo: Marty Balin – musica: Marty Balin) – Traccia bonus
12. Band Introduction – 1:16 – Traccia bonus - Registrato dal vivo al Winterland di San Francisco, CA, il 7 novembre 1975
13. Fast Buck Freddie – 3:35 (testo: Grace Slick – musica: Craig Chaquico) – Traccia bonus - Registrato dal vivo al Winterland di San Francisco, CA, il 7 novembre 1975
14. There Will Be Love – 4:59 (testo: Paul Kantner, Marty Balin – musica: Paul Kantner, Craig Chaquico) – Traccia bonus - Registrato dal vivo al Winterland di San Francisco, CA, il 7 novembre 1975
15. You're Driving Me Crazy – 6:46 (testo: Vic Smith – musica: Vic Smith) – Traccia bonus - Registrato dal vivo al Winterland di San Francisco, CA, il 7 novembre 1975

Durata totale: 62:06

## Formazione

### Gruppo
- Marty Balin – voce solista (A2, A5, B2 e B5), cori
- Grace Slick – voce solista (A1, A4 e B1), piano (A4), cori
- Paul Kantner – voce solista (B3), chitarra ritmica, cori
- Craig Chaquico – chitarra solista, cori
- Papa John Creach – violino elettrico
- David Freiberg – pianoforte (A1), organo (A2 e B3), basso (A3, B1 e B4), sintetizzatore ARP (A4 e B5), tastiere (B2), cori
- Pete Sears – basso (A1, A2, A4, A5, B2, B3 e B5), pianoforte elettrico (A2), tastiere (A3 e A5), pianoforte (B1, B3, B4 e B5), organo (B1, B3 e B4), clavinet (B1), sintetizzatore ARP (B4), cori
- John Barbata – batteria, percussioni, congas, cori

### Altri musicisti
- Bobbye Hall – percussioni, congas
- Irv Cox – sassofono (solo)[10]

### Produzione
- Jefferson Starship e Larry Cox – produzione
- Pat Ieraci (Maurice) – coordinatore della produzione
- Registrazioni e mixaggi effettuati al Wally Heiders di San Francisco, California
- Larry Cox – ingegnere delle registrazioni
- Steve Mantoani e Jeffrey Husband – registrazioni
- Frank Mulvey – design copertina album originale
- Gribbitt! – grafici
- Jim Marshall – foto copertina album originale[11]

## Classifica
Album
| Anno | Classifica    | Posizione raggiunta |
| ---- | ------------- | ------------------- |
| 1975 | Billboard 200 | 1                   |

Singoli
| Anno | Titolo del brano | Classifica | Posizione raggiunta |
| ---- | ---------------- | ---------- | ------------------- |
| 1975 | Miracles         | Hot 100    | 3                   |
| 1975 | Play on Love     | Hot 100    | 49                  |